# Forcing
Inom mängdteorin är forcing en metod för att konstruera universa för mängdteorin i syfte att visa att vissa mängdteoretiska påståenden är oavgörbara, det vill säga varken kan bevisas eller motbevisas utifrån mängdteorins axiom.
Metoden utvecklades av Paul Cohen för att konstruera ett universum där {\displaystyle 2^{\aleph _{0}}=\aleph _{2}} och därigenom visa att kontinuumhypotesen inte kan bevisas i ZFC. Den introducerades i matematisk bevisning för att visa att kontinuumhypotesen och Urvalsaxiomet är fristående från Zermelo–Fraenkels mängdteori.